# James Howard-Johnston
James Howard-Johnston (ur. 12 marca 1942) – brytyjski historyk, bizantynolog. 

## Życiorys
Jest emerytowanym wykładowcą Corpus Christi College na Uniwersytecie w Oksfordzie. Zajmuje się historią antyku chrześcijańskiego oraz dziejami Bizancjum (stosunki bizantyńsko-perskie, Ormianie w cesarstwie bizantyńskim). 

## Wybrane publikacje
- Witnesses to a World Crisis: Historians and Histories of the Middle East in the Seventh Century, (2010).
- The cult of saints in late antiquity and the Middle Ages: essays on the contribution of Peter Brown, (1999).
- The scholar & the gypsy: two journeys to Turkey, (1992).
- Studies in the organization of the Byzantine army in the tenth and eleventh centuries, (1971).